# Graf DK 45

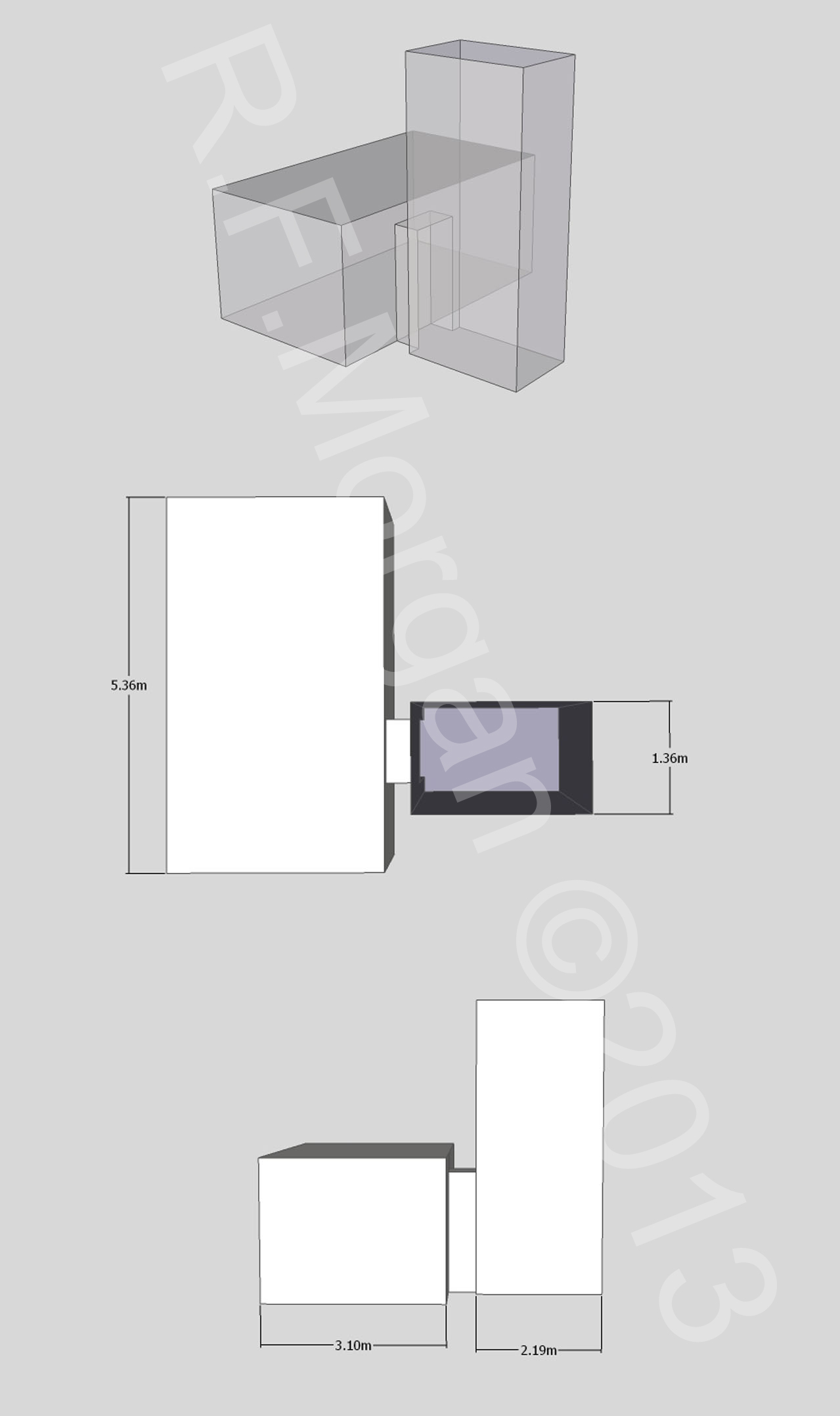
Schematische weergave van graf DK 45

Graf DK 45 is een graf uit de Vallei der Koningen. Het graf, daterend uit de 18e dynastie, werd ontdekt door Howard Carter op 25 februari 1902 en later door Donald P. Ryan in 1992. Het werd gebouwd voor de edelman Oeserhet.